# Thunbergia schliebenii
Thunbergia schliebenii är en akantusväxtart som beskrevs av Vollesen. Thunbergia schliebenii ingår i släktet thunbergior, och familjen akantusväxter. Inga underarter finns listade i Catalogue of Life.